# 高見享介
高見 亨介（たかみ きょうすけ、2002年4月5日 - ）は、日本のプロボクサー。東京都新宿区出身。帝拳ボクシングジム所属。現WBA世界ライトフライ級王者。

## 来歴
2022年7月2日、東京都の後楽園ホールにて、ウッティチャイ・モントゥリとライトフライ級6回戦を行い、初回1分12秒KO勝ちを収めプロデビュー戦を白星で飾った。
2022年10月1日、東京都の後楽園ホールにて、ファン・インチョルとフライ級6回戦を行い、2回1分55秒TKO勝ちを収めた。
2023年2月4日、東京都の後楽園ホールにて、レイマーク・アリカバとフライ級8回戦を行い、5回19秒TKO勝ちを収めた。
2023年8月5日、東京都の後楽園ホールにて、ルーベン・ダディバスとライトフライ級8回戦を行い、初回2分40秒KO勝ちを収めた。
2023年12月2日、東京都の後楽園ホールにて、リト・ダンテとフライ級8回戦を行い、8回3-0（80-72 × 2、79-73）の判定勝ちを収めた。
2024年3月2日、東京都の後楽園ホールにて、堀川謙一（三迫）とライトフライ級10回戦を行い、6回2分50秒TKO勝ちを収めた。この試合後に対戦相手の堀川は引退を発表した。
2024年7月6日、東京都の後楽園ホールにて、ウラン・トロハツとフライ級8回戦を行い、8回判定3-0（79-73 × 3）の判定勝ちを収めた。
2024年11月2日、東京都の後楽園ホールにて、ジョマー・カインドクとライトフライ級8回戦を行い、初回1分18秒KO勝ちを収めた。
2025年4月8日、東京都の後楽園ホールにて、川満俊輝（三迫）と日本ライトフライ級タイトルマッチを行い、6回2分26秒TKO勝ちを収め、王座獲得に成功した。試合後、「川満選手の気合はすごく感じて、これが王者になる選手なんだなと、かみしめながら試合した。パンチを効かせても粘り強かった。さらに気持ちの面でもレベルアップできたと思う」と試合を振り返り、「会長、世界挑戦させてください！」と世界挑戦をアピールした。
2025年7月30日、横浜市の横浜BUNTAIにて寺地拳四朗対リカルド・ラファエル・サンドバルの前座で、エリック・ロサとWBA世界ライトフライ級タイトルマッチを行い、10回2分46秒TKO勝ちを収め、王座獲得に成功した。

## 人物・エピソード
- 憧れのボクサーはサウル・アルバレス[10]

## 戦績
- アマチュアボクシング：47戦 43勝 4敗
- プロボクシング：10戦 10勝 (8KO) 無敗

| 戦           | 日付          | 勝敗 | 時間     | 内容    | 対戦相手                   | 国籍           | 備考                                |
| ------------ | ------------- | ---- | -------- | ------- | -------------------------- | -------------- | ----------------------------------- |
| 1            | 2022年7月2日  | ☆    | 1R 1:12  | KO      | ウッティチャイ・モントゥリ | タイ           | プロデビュー戦                      |
| 2            | 2022年10月1日 | ☆    | 2R 1:55  | TKO     | ファン・インチョル         | 韓国           |                                     |
| 3            | 2023年2月4日  | ☆    | 5R 0:19  | TKO     | レイマーク・アリカバ       | フィリピン     |                                     |
| 4            | 2023年8月5日  | ☆    | 1R 2:40  | KO      | ルーベン・ダディバス       | フィリピン     |                                     |
| 5            | 2023年12月2日 | ☆    | 8R       | 判定3-0 | リト・ダンテ               | フィリピン     |                                     |
| 6            | 2024年3月2日  | ☆    | 6R 2:50  | TKO     | 堀川謙一（三迫）           | 日本           |                                     |
| 7            | 2024年7月6日  | ☆    | 8R       | 判定3-0 | ウラン・トロハツ           | 中国           |                                     |
| 8            | 2024年11月2日 | ☆    | 1R 1:18  | KO      | ジョマー・カインドク       | フィリピン     |                                     |
| 9            | 2025年4月8日  | ☆    | 6R 2:26  | TKO     | 川満俊輝（三迫）           | 日本           | 日本ライトフライ級タイトルマッチ    |
| 10           | 2025年7月30日 | ☆    | 10R 2:48 | TKO     | エリック・ロサ             | ドミニカ共和国 | WBA世界ライトフライ級タイトルマッチ |
| テンプレート |               |      |          |         |                            |                |                                     |

## 獲得タイトル
- 日本ライトフライ級王座（防衛0=返上）
- WBA世界ライトフライ級王座（防衛0）

## 受賞歴
- 東日本ボクシング協会月間賞
  - 最優秀選手賞：1回（2024年3月）[11]
  - 新鋭賞：1回（2023年12月）[12]